# Kina Grannis
Kina Grannis (4 agosto 1985) è una cantautrice e chitarrista statunitense.

## Biografia
Nata a Mission Viejo, California, il 4 agosto 1985, proviene da una famiglia di origini miste: per una metà giapponese, per l'altra metà inglese, irlandese, francese, olandese, gallese e scozzese.
Nelle scuole elementari compose diversi brani per pianoforte che presentò a delle competizioni, e presto cominciò a studiare violino, strumento che suonò durante le superiori. A 15 anni imparò da sola a suonare la chitarra, che è diventata ora il suo strumento principale.
Frequentò la Viejo Elementary School, la Newhart Middle School e dal 1999 al 2003 la Capistrano Valley High School.
Si iscrisse all'University of Southern California (USC), a Los Angeles, nel 2003. Due anni dopo i membri dello staff dell'Università Thornton School of Music le chiesero di produrre un album. Quell'album, Sincerely Me, fu pubblicato nell'anno stesso.
Nel 2007 si laureò in scienze sociali.
Grannis è stata la vincitrice del concorso Doritos Crash The Super Bowl. Come premio della vittoria ha ricevuto un contratto discografico con Interscope Records ed il suo video musicale è stato trasmesso durante l'intermezzo pubblicitario del Super Bowl XLII.

### Carriera solista
Nel 2006, Grannis ha registrato e auto-prodotto due album, One More in the Attic e In Memory of the Singing Bridge. A inizio 2007 ha registrato Ours to Keep, scritta da Rachel Lawrence e Deborah Ellen. Questa canzone è stata utilizzata più volte all'interno del serial General Hospital ed è presente anche in un episodio del 2008 di Samurai Girl.
Il 14 novembre 2007 ha creato la sua pagina YouTube, portando i suoi filmati a raggiungere i 35 milioni di visioni. Il suo primo video YouTube, "Message From Your Heart" le ha permesso di partecipare al concorso Crash the Super Bowl, portandola così al contratto discografico con Interscope Records. L'idea di produrre un nuovo album con Interscope Records è però stata abbandonata con l'annuncio, a gennaio 2009, di aver abbandonato la casa discografica per diventare invece una artista indipendente.
Nel giugno 2009 i suoi brani "Never Never" e "People" sono stati utilizzati nel reality di MTV College Life. Il 12 gennaio 2010 Grannis è stata l'artista principale ad un concerto presso il club The Troubadour di Los Angeles.
Il 23 febbraio 2010 è uscito Stairwells, un album che include molti brani originali che erano già apparsi su YouTube e 3 inediti: "World in Front of Me", "In Your Arms" e "Mr. Sun". Stairwells ha debuttato alla posizione numero 139 della Billboard 200, alla numero 5 della Billboard Top Internet Albums, alla numero 2 della Billboard Heatseekers ed alla numero 18 della Billboard Independent Albums. L'uscita dell'album è stata accompagnata da una festa-concerto presso The Dakota Lounge di Santa Monica.
Il 17 febbraio 2014 ha pubblicato, sul proprio canale YouTube, un teaser del nuovo album e, pochi giorni dopo, ha rilasciato il video di "The Fire", il primo singolo estratto dall'album Elements, che poi uscirà il 6 maggio seguente, prodotto da Matt Hales (alias Aqualung).
Grannis ha annunciato che avrebbe festeggiato l'uscita del suo secondo album in studio, Elements, insieme ai fan, con piccoli spettacoli in tutto il Nord America, iniziando dal club The Troubadour di Hollywood, Los Angeles, il 6 maggio, data di uscita dell'album. Da lì, si esibisce a San Francisco, New York, Brooklyn, DC, Boston, Toronto, e Chicago.
Verso la fine del 2014 ed inizio 2015, Grannis ha lanciato il tour ufficiale di Elements in Europa e Nord America. Nel mese di gennaio 2015, ha pubblicato un sondaggio sul suo Instagram per consentire, ai fan, di votare per i paesi da inserire nel suo prossimo tour nel sud est asiatico.
Il 7 aprile 2017, sempre tramite il proprio canale YouTube, Grannis ha annunciato l'uscita di un prossimo nuovo album, pubblicando, il 12 maggio, il video del nuovo singolo "When Will I Learn".

### Vita personale

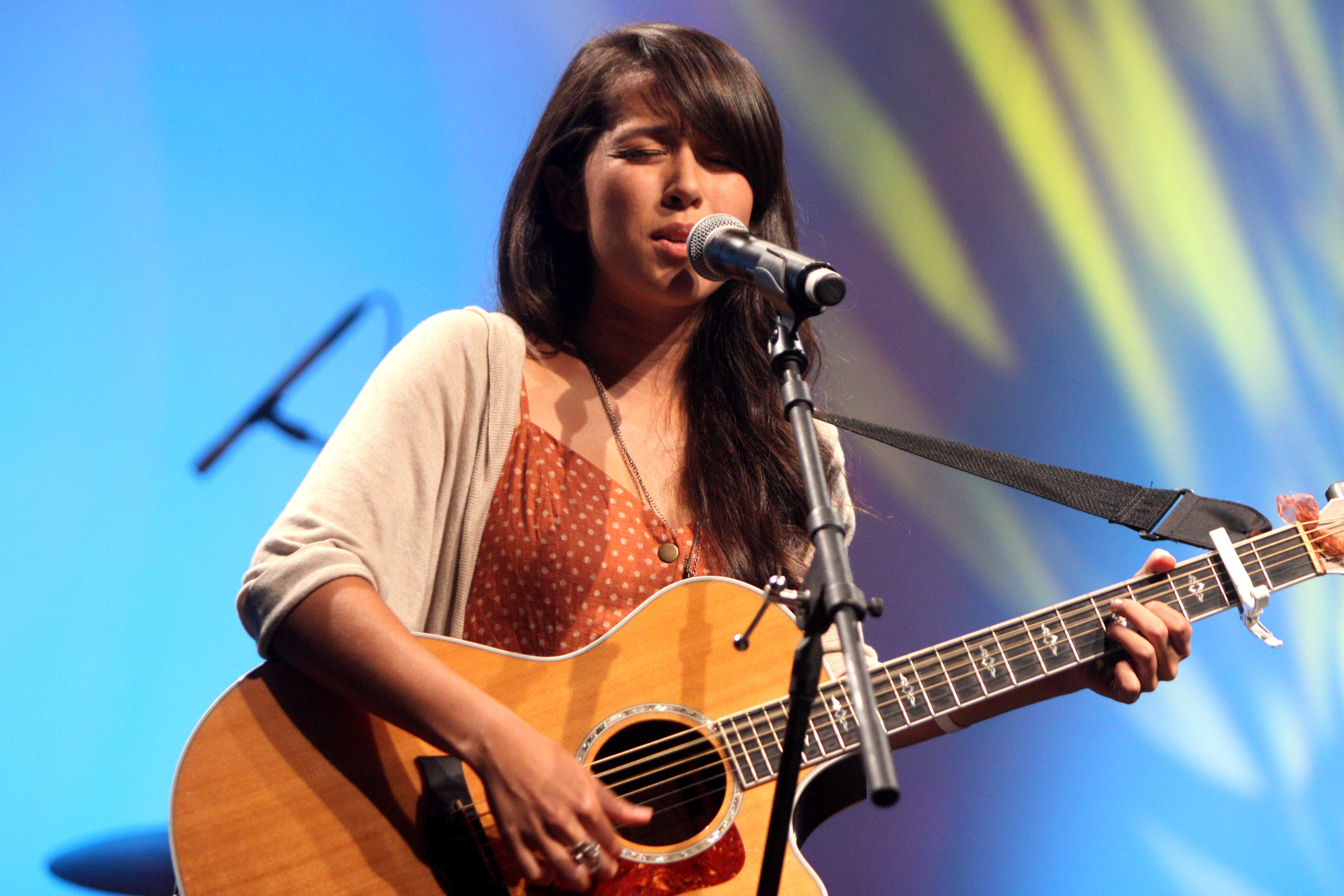
Kina Grannis nel 2012

Kina Grannis ha due sorelle, Misa ed Emi, apparse saltuariamente nel suo videoblog. Suo padre Gordon è un chiropratico e sua madre Trish è una grafica. Grande sostenitrice della ricerca contro il cancro, Grannis si è esibita a svariate edizioni dell'evento Relay For Life. Nel 2007 ha contribuito all'album per fini benefici Band Together: To Fight Measles. Nell'ottobre 2008 ha partecipato alla Nike Women's Marathon di San Francisco in supporto alla Leukemia Lymphoma Society, raccogliendo 6.000$ per l'organizzazione. Il suo brano "Message From Your Heart" è stato adottato dall'organizzazione filantropica Sister to Sister. Il 1º settembre 2013 si è unita in matrimonio a Jesse Epstein, conosciuto in arte come Imaginary Future.

## Discografia

### Album
- 2006 sincerely, me.

1. "Blindly"
2. "Highlighted in Green"
3. "Next Time"
4. "Try"
5. "Another Day"
6. "People"

- 2006 One More In the Attic

1. "Living In Dreams"
2. "Why Can't I?"
3. "Never Never"
4. "Some Days"
5. "What Is Said"
6. "In Theory"
7. "Wandering and Wondering"
8. "Running Away"
9. "Missing You"
10. "Alone Together" (CD Bonus Track)

- 2006 In Memory of the Singing Bridge

1. "Walk On"
2. "Down and Gone (the Blue Song)"
3. "Too Soon"
4. "Breathe Honesty"
5. "Don't Cry"
6. "Night"
7. "Memory"
8. "Untitled"

- 2010 Stairwells

1. "World In Front Of Me"
2. "In Your Arms"
3. "Valentine"
4. "Strong Enough"
5. "Together"
6. "The Goldfish Song"
7. "Heart And Mind"
8. "Cambridge"
9. "Stars Falling Down"
10. "Delicate"
11. "Message From Your Heart"
12. "Stay Just A Little"
13. "Back To Us"
14. "Mr. Sun"

- 2014 Elements  1. "Dear River"   2. "The Fire"   3. "My Dear"   4. "Winter"   5. "Oh Father"   6. "Little Worrier"   7. "Throw It Away"   8. "Forever Blue"   9. "Maryanne"   10. "Write It in the Sky"   11. "My Own"   12. "This Far"   13. "Sorry" (Bonus Track)   14. "Home" (Bonus Track)

### Singoli
- "Message From Your Heart"
- "Valentine"